# Puchar Świata w narciarstwie alpejskim kobiet 1979/1980
Puchar Świata w narciarstwie alpejskim kobiet sezon 1979/1980 to 14 edycja tej imprezy. Cykl ten rozpoczął się we francuskim Val d’Isère 5 grudnia 1979 roku, a zakończył 12 marca 1980 roku w austriackim Saalbach. 

## Podium zawodów

### indywidualnie
| Lp                                                 | Data             | Miejsce           | Konkurencja       | Zwyciężczyni          | 2. miejsce            | 3. miejsce            |
| 1.                                                 | 5 grudnia 1979   | Val d’Isère       | zjazd             | Marie-Theres Nadig    | Cindy Nelson          | Laurie Graham         |
| 2.                                                 | 6 grudnia 1979   | Val d’Isère       | gigant            | Marie-Theres Nadig    | Perrine Pelen         | Erika Hess            |
| 3.                                                 | 6 grudnia 1979   | Val d’Isère       | kombinacja        | Marie-Theres Nadig    | Hanni Wenzel          | Annemarie Moser-Pröll |
| 4.                                                 | 8 grudnia 1979   | Limone            | gigant            | Hanni Wenzel          | Erika Hess            | Fabienne Serrat       |
| 5.                                                 | 14 grudnia 1979  | Piancavallo       | zjazd             | Marie-Theres Nadig    | Annemarie Moser-Pröll | Jana Šoltýsová        |
| 6.                                                 | 14 grudnia 1979  | Piancavallo       | kombinacja        | Hanni Wenzel          | Annemarie Moser-Pröll | Fabienne Serrat       |
| 7.                                                 | 15 grudnia 1979  | Piancavallo       | slalom            | Annemarie Moser-Pröll | Perrine Pelen         | Claudia Giordani      |
| 8.                                                 | 19 grudnia 1979  | Zell am See       | zjazd             | Marie-Theres Nadig    | Jana Šoltýsová        | Annemarie Moser-Pröll |
| 9.                                                 | 6 stycznia 1980  | Pfronten          | zjazd             | Annemarie Moser-Pröll | Marie-Theres Nadig    | Hanni Wenzel          |
| 10.                                                | 7 stycznia 1980  | Pfronten          | zjazd             | Marie-Theres Nadig    | Cornelia Pröll        | Doris de Agostini     |
| 11.                                                | 9 stycznia 1980  | Berchtesgaden     | slalom            | Perrine Pelen         | Claudia Giordani      | Daniela Zini          |
| 12.                                                | 10 stycznia 1980 | Berchtesgaden     | gigant            | Hanni Wenzel          | Perrine Pelen         | Claudia Giordani      |
| 13.                                                | 15 stycznia 1980 | Arosa             | zjazd             | Marie-Theres Nadig    | Annemarie Moser-Pröll | Hanni Wenzel          |
| 14.                                                | 15 stycznia 1980 | Arosa             | kombinacja        | Annemarie Moser-Pröll | Hanni Wenzel          | Ingrid Eberle         |
| 15.                                                | 16 stycznia 1980 | Arosa             | gigant            | Hanni Wenzel          | Marie-Theres Nadig    | Perrine Pelen         |
| 16.                                                | 20 stycznia 1980 | Badgastein        | zjazd             | Marie-Theres Nadig    | Annemarie Moser-Pröll | Hanni Wenzel          |
| 17.                                                | 21 stycznia 1980 | Badgastein        | slalom            | Hanni Wenzel          | Perrine Pelen         | Erika Hess            |
| 18.                                                | 21 stycznia 1980 | Badgastein        | kombinacja        | Hanni Wenzel          | Annemarie Moser-Pröll | Cindy Nelson          |
| 19.                                                | 23 stycznia 1980 | Maribor           | slalom            | Hanni Wenzel          | Perrine Pelen         | Annemarie Moser-Pröll |
| 20.                                                | 25 stycznia 1980 | St. Gervais       | slalom            | Perrine Pelen         | Annemarie Moser-Pröll | Daniela Zini          |
| 21.                                                | 26 stycznia 1980 | St. Gervais       | gigant            | Hanni Wenzel          | Perrine Pelen         | Marie-Theres Nadig    |
| 13. Zimowe Igrzyska Olimpijskie 1980 – Lake Placid |                  |                   |                   |                       |                       |                       |
| 22.                                                | 28 lutego 1980   | Waterville Valley | gigant            | Hanni Wenzel          | Maria Epple           | Irene Epple           |
| 23.                                                | 29 lutego 1980   | Waterville Valley | slalom            | Perrine Pelen         | Nadieżda Patrakiejewa | Hanni Wenzel          |
| 24.                                                | 2 marca 1980     | Mont-Sainte-Anne  | gigant            | Marie-Theres Nadig    | Irene Epple           | Hanni Wenzel          |
| 25.                                                | 8 marca 1980     | Vysoké Tatry      | slalom            | Perrine Pelen         | Fabienne Serrat       | Tamara McKinney       |
| 26.                                                | 9 marca 1980     | Vysoké Tatry      | slalom            | Daniela Zini          | Hanni Wenzel          | Erika Hess            |
| 27.                                                | 11 marca 1980    | Saalbach          | slalom            | Claudia Giordani      | Christa Kinshofer     | Hanni Wenzel          |
| 28.                                                | 12 marca 1980    | Saalbach          | gigant            | Irene Epple           | Perrine Pelen         | Fabienne Serrat       |
| 29.                                                | 16 marca 1980    | Saalbach          | slalom równoległy | Annemarie Moser-Pröll | Claudia Giordani      | Irene Epple           |

## Końcowa klasyfikacja generalna
| Miejsce | Zawodniczka           | Punkty |
| ------- | --------------------- | ------ |
| 1.      | Hanni Wenzel          | 311    |
| 2.      | Annemarie Moser-Pröll | 259    |
| 3.      | Marie-Therese Nadig   | 221    |
| 4.      | Perrine Pelen         | 192    |
| 5.      | Irene Epple           | 141    |
| 6.      | Fabienne Serrat       | 122    |
| 7.      | Erika Hess            | 111    |
| 8.      | Claudia Giordani      | 107    |
| 9.      | Daniela Zini          | 99     |
| 10.     | Cindy Nelson          | 94     |

### Zjazd (po 7 z 7 konkurencji)
| Miejsce | Zawodniczka           | Punkty |
| ------- | --------------------- | ------ |
| 1.      | Marie-Therese Nadig   | 125    |
| 2.      | Annemarie Moser-Pröll | 100    |
| 3.      | Hanni Wenzel          | 66     |
| 4.      | Cindy Nelson          | 59     |
| 5.      | Olga Charvatová       | 58     |

### Slalom gigant (po 8 z 8 konkurencji)
| Miejsce | Zawodniczka         | Punkty |
| ------- | ------------------- | ------ |
| 1.      | Hanni Wenzel        | 125    |
| 2.      | Marie-Therese Nadig | 95     |
| 2.      | Perrine Pelen       | 95     |
| 4.      | Irene Epple         | 83     |
| 5.      | Erika Hess          | 71     |

### Slalom (po 9 z 9 konkurencji)
| Miejsce | Zawodniczka           | Punkty |
| ------- | --------------------- | ------ |
| 1.      | Perrine Pelen         | 120    |
| 2.      | Hanni Wenzel          | 100    |
| 3.      | Annemarie Moser-Pröll | 83     |
| 4.      | Daniela Zini          | 78     |
| 5.      | Claudia Giordani      | 75     |

### Kombinacja (po 4 z 4 konkurencji)
| Miejsce | Zawodniczka           | Punkty |
| ------- | --------------------- | ------ |
| 1.      | Hanni Wenzel          | 90     |
| 2.      | Annemarie Moser-Pröll | 80     |
| 3.      | Cindy Nelson          | 37     |
| 4.      | Heidi Preuss          | 29     |
| 5.      | Torill Fjeldstad      | 26     |

### Drużynowo
| Miejsce | Kraj              | Punkty |
| ------- | ----------------- | ------ |
| 1.      | Austria           | 508    |
| 2.      | Szwajcaria        | 459    |
| 3.      | RFN               | 425    |
| 4.      | Stany Zjednoczone | 390    |
| 5.      | Francja           | 364    |